# Strong (London Grammar)
Strong is een nummer van het Britse triphopduo London Grammar uit 2013. Het is de derde single van hun debuutalbum If You Wait.
Het nummer werd in Europa en Oceanië een (bescheiden) hit. In het Verenigd Koninkrijk haalde het nummer de 16e positie. In de Nederlandse Top 40 haalde het nummer een bescheiden 27e positie. In de Vlaamse Ultratop 50 had het nummer meer succes met een 4e positie.

## NPO Radio 2 Top 2000
| Nummer met noteringen in de NPO Radio 2 Top 2000 | '14 | '15 | '16 | '17 | '18 | '19 | '20 | '21 | '22 | '23 | '24 |
| ------------------------------------------------ | --- | --- | --- | --- | --- | --- | --- | --- | --- | --- | --- |
| Strong                                           | 772 | 457 | 665 | 452 | 499 | 570 | 476 | 490 | 530 | 573 | 493 |

1. ↑  Een vetgedrukt getal geeft de hoogste notering aan.
2. ↑  2014 was het eerste jaar met een notering voor dit nummer.